# Fichier anthropométrique des anarchistes
Le fichier anthropométrique des anarchistes ou plus précisément les photographies anthropométriques des anarchistes sont un ensemble de centaines de photographies policières concernant des anarchistes en France prises par Alphonse Bertillon et son service entre la fin des années 1880 et les années 1890. 
En date de 2025, les photographies sont divisées entre les fonds du Metropolitan Museum of Art (MET) et des Archives de la préfecture de police de Paris. L'ensemble de la collection du MET est accessible et libre de droits. 
Il s'agit à la fois de documents précieux pour l'histoire de l'anarchisme en France, l'histoire du développement des pratiques policières mais aussi d'œuvres d'art. Elles figurent parmi les premières photographies d'identification policières de l'histoire. 

## Photographies anthropométriques des anarchistes

### Histoire
Dans les dernières décennies du XIXe siècle, la police française suit une série d'évolutions qui la poussent dans la direction de la naissance de la police scientifique. L'un des éléments marquants de ces évolutions est l'arrivée d'Alphonse Bertillon à la préfecture de police de Paris en 1879. Celui-ci développe progressivement un système de fichage, le bertillonage, aussi appelé l'anthropométrie judiciaire. Ce système de fichage nouveau se fonde sur la prise d'un certain nombre de mesures et de photographies de la personne concernée - cela devant favoriser la reconnaissance des accusés ou personnes fichées.
En parallèle à ces développements, les anarchistes développent la stratégie de la propagande par le fait dans cette même temporalité, et un certain nombre d'entre eux s'engage dans des actions de nature terroriste visant les personnalités politiques ou financières qu'ils considèrent responsables de la répression importante qu'ils subissent,.
La conjonction de ces deux dynamiques, et d'autres facteurs, en particulier pendant la période que la presse appelle l'Ère des attentats (1892-1894), donne à Bertillon des attributions et une crédibilité grandissantes pour ficher les anarchistes selon ses innovations,. Entre 1889 et 1894, ce sont des centaines d'anarchistes en France qui sont fichés lors de leur arrestation ou de rafles de la police, souvent en étant libérés peu après dans ce cas. Elles figurent parmi les premières photographies d'identification policières de l'histoire. 

### Situation présente
En date de 2025, les photographies sont divisées entre le Metropolitan Museum of Art (MET) à New York (417) et les Archives de la préfecture de police de Paris (462) au dossier Yb 28. Depuis 2017, le MET autorise l'utilisation et la diffusion de ses œuvres tombées dans le domaine public, qui concernent l'ensemble de sa collection anthropométrique des anarchistes,.

## Liste
Suit une liste alphabétique des anarchistes se trouvant dans ces collections et disposant d'une page sur Wikipédia - leurs photographies, les tendances de l'anarchisme auxquelles ils peuvent être rattachés, et d'autres éléments les concernant. L'indication « Arch. pol. » signifie que la photographie existe mais fait partie des collections des Archives de la préfecture de police de Paris et nécessite une autorisation expresse à sa publication. 
| Photographie | Nom et prénom        | Genre | Profession                | Date              | Éléments notables | Âge       |
|              | Adnet Clotilde       | F     | Brodeuse                  | 7 janvier 1894    | - anarchiste illégaliste - fausse-monnayeuse | 19 ans    |
|              | Adnet Jeanne         | F     | Couturière                | 8 janvier 1894    | - anarchiste illégaliste | 23 ans    |
|              | Bastard Élisée       | M     | Boucher                   | 1893              | - anarchiste de Saint-Denis - Proche de Philogone Segard | 22 ans    |
|              | Beaulieu Henri       | M     | Comptable                 | 25 mai 1894       | - anarchiste individualiste - antimilitariste notable | 23 ans    |
|              | Bordes Auguste       | M     | Serveur                   | mars 1894         | - anarchiste fils de Gustave Auguste Bordes - un des plus jeunes de la collection                                                                                                | 15 ans    |
|              | Brunet Georges       | M     | Menuisier                 | 4 février 1894    | - anarchiste syndicaliste - Accusé du procès des Trente | 25 ans    |
| Arch. pol.   | Caserio Sante        | M     | Boulanger                 | 28 juin 1894      | - anarchiste italien - responsable de l'assassinat de Sadi Carnot | 21 ans    |
| Arch. pol.   | Caserio Sante        | M     | Boulanger                 | 30 juin 1894      | - anarchiste italien - responsable de l'assassinat de Sadi Carnot | 21 ans    |
|              | Cazal Antoinette     | F     | Serveuse                  | 28 février 1894   | - Membre de la bande à Ortiz - Accusée du procès des Trente | 31 ans    |
|              | Chatel Charles       | M     | Journaliste               | 14 mars 1894      | - Accusé du procès des Trente | 25 ans    |
| Arch. pol.   | Chaumentin Charles   | M     | Forgeur                   | 18 mars 1892      | - Complice de Ravachol pour l'attentat du Boulevard Saint-Germain - Trahit le groupe et collabore avec la police                                                                 | 34 ans    |
|              | Chiericotti Paul     | M     | Cordonnier                | 25 mars 1894      | - anarchiste illégaliste italien - éventuellement impliqué dans l'attentat de la rue Berthe - Condamné au procès des Trente                                                      | 36 ans    |
|              | Chiericotti Paul     | M     | Cordonnier                | 25 mars 1894      | - anarchiste illégaliste italien - éventuellement impliqué dans l'attentat de la rue Berthe - Condamné au procès des Trente                                                      | 36 ans    |
|              | Chiericotti Paul     | M     | Cordonnier                | 25 mars 1894      | - anarchiste illégaliste italien - éventuellement impliqué dans l'attentat de la rue Berthe - Condamné au procès des Trente                                                      | 36 ans    |
|              | Cler Henri           | M     | Ébéniste                  | 14 mars 1894      | - anarchiste syndicaliste - Tué par la police en 1910 | 31 ans    |
| Arch. pol.   | Cler Henri           | M     | Ébéniste                  | 14 mars 1894      | - anarchiste syndicaliste - Tué par la police en 1910 | 31 ans    |
|              | Collot Eugénie       | F     | Tapissière                | 11 mars 1894      | - anarchiste syndicaliste et féministe - personnalité « significative » de la période                                                                                            | 36 ans    |
|              | Decker Joseph        | M     | Tailleur                  | 9 mars 1894       | - anarchiste syndicaliste - Membre de nombreux groupes | 46 ans    |
|              | Deherme Georges      | M     | Typographe                | 9 mars 1894       | - anarchiste individualiste - fondateur des Universités populaires | 26 ans    |
|              | Duprat Louis         | M     | Tailleur                  | 27 avril 1894     | - anarchiste syndicaliste - son commerce de vins est un lieu important de rassemblement                                                                                          | 34 ans    |
|              | Faure Sébastien      | M     | Publiciste                | 20 février 1894   | - théoricien important de l'anarchisme - personnage controversé à partir de ses affaires d'agression sexuelle sur mineurs                                                        | 36 ans    |
|              | Fénéon Félix         | M     | Publiciste                | mai 1894          | - anarchiste notable de cette période - Accusé du procès des Trente | 32 ans    |
|              | Forti Ernesta        | F     | Laitière                  | 27 février 1894   | - anarchiste italienne | 45 ans    |
|              | François Jean-Pierre | M     | Menuisier                 | 5 mars 1894       | - anarchiste individualiste et illégaliste - impliqué dans l'attentat du Véry | 38 ans    |
| Arch. pol.   | François Jean-Pierre | M     | Menuisier                 | 1889 ?            | - anarchiste individualiste et illégaliste - impliqué dans l'attentat du Véry | 33 ans    |
|              | Galau Louis          | M     | Charron                   | 21 août 1893      | - anarchiste important de cette période - a sept enfants, dont la plupart sont anarchistes                                                                                       | 53 ans    |
|              | Grave Jean           | M     | Publiciste                | 9 janvier 1894    | - anarchiste communiste important de la période - Surnommé le « pape de la rue Mouffetard »                                                                                      | 38 ans    |
|              | Gordon Max           | M     | Placier                   | 2 juillet 1894    | - nihiliste et anarchiste lituanien | 39 ans    |
|              | Henry Émile          | M     | Comptable                 | 1890-1894         | - anarchiste individualiste responsable de plusieurs attentats - personnage important de l'histoire du terrorisme                                                                | 17-21 ans |
| Arch. pol.   | Jas-Béala Joseph     | M     | Mécanicien                | 26 mars 1892      | - Complice de Ravachol pour l'attentat du Boulevard Saint-Germain | 27 ans    |
|              | Léger Joseph         | M     | Jardinier                 | 4 juillet 1894    | - Arrestation pour création d'engins explosifs éventuellement destinés à un attentat                                                                                             | 16 ans    |
|              | Léveillé Louis       | M     | Serrurier                 | 7 juillet 1894    | - victime de l'affaire de Clichy | 37 ans    |
|              | Luce Maximilien      | M     | Peintre                   | 6 juillet 1894    | - Illustrateur du Père Peinard | 36 ans    |
|              | Malatesta Errico     | M     | Ouvrier                   | 1880s-1890        | - théoricien majeur de l'anarcho-communisme - expulsé de France en août-septembre 1892                                                                                           | 27-40 ans |
| Arch. pol.   | Malato Charles       | M     | Publiciste                | 29 avril 1890     | - anarchiste notable de cette période | 32 ans    |
|              | Mahler Jacob         | M     | Sellier                   | 3 mars 1894       | - anarchiste allemand et français - meurt dans des circonstances suspectes | 61 ans    |
|              | Marie Constant       | M     | Cordonnier                | 2 juillet 1894    | - Communard, chansonnier et figure notable de l'anarchisme en France | 53 ans    |
|              | Matha Louis          | M     | Coiffeur                  | 1880s-1890s       | - Proche d'Émile Henry et gérant de l'Endehors | 20-35 ans |
| Arch. pol.   | Matha Louis          | M     | Coiffeur                  | 1880s-1890s       | - Proche d'Émile Henry et gérant de l'Endehors | 20-35 ans |
| Arch. pol.   | Matha Louis          | M     | Coiffeur                  | 1880s-1890s       | - Proche d'Émile Henry et gérant de l'Endehors | 20-35 ans |
| Arch. pol.   | Meunier Théodule     | M     | Ébéniste                  | 1892              | - Responsable de l'attentat de la caserne Lobau et de l'attentat du Véry | 32 ans    |
| Arch. pol.   | Meunier Théodule     | M     | Ébéniste                  | Idem ?            | |           |
| Arch. pol.   | Meunier Théodule     | M     | Ébéniste                  | Idem ?            | |           |
|              | Ortiz Léon           | M     | Comptable                 | 1894              | - anarchiste illégaliste - Condamné à quinze ans de bagne au procès des Trente - Collabore avec les autorités françaises                                                         | 25 ans    |
|              | Idem                 | M     | Idem                      | 18 mars 1894      | |           |
| Arch. pol.   | Idem                 | M     | Idem                      | Idem              | |           |
| Arch. pol.   | Paillette Paul       | M     | Ciseleur                  | 12 mars 1894      | - poète et chansonnier anarchiste | 49 ans    |
|              | Paussader Ernest     | M     | Publiciste                | 2 janvier 1894    | - Publiciste anarchiste - Abandonne l'anarchisme plus tard dans sa vie | 27 ans    |
| Arch. pol.   | Paussader Ernest     | M     | Publiciste                | 2 janvier 1894    | - Publiciste anarchiste - Abandonne l'anarchisme plus tard dans sa vie | 27 ans    |
| Arch. pol.   | Pauwels Désiré       | M     | Mégissier                 | 22 juillet 1891 ? | - anarchiste belge proche d'Émile Henry - Responsable des attentats du 20 février 1894 et de l'attentat de la Madeleine                                                          | 27 ans    |
| Arch. pol.   | Pauwels Désiré       | M     | Mégissier                 | 22 juillet 1891   | - anarchiste belge proche d'Émile Henry - Responsable des attentats du 20 février 1894 et de l'attentat de la Madeleine                                                          | 27 ans    |
| Arch. pol.   | Pauwels Désiré       | M     | Mégissier                 | 22 juillet 1891   | - anarchiste belge proche d'Émile Henry - Responsable des attentats du 20 février 1894 et de l'attentat de la Madeleine                                                          | 27 ans    |
| Arch. pol.   | Pauwels Désiré       | M     | Mégissier                 | 22 juillet 1891   | - anarchiste belge proche d'Émile Henry - Responsable des attentats du 20 février 1894 et de l'attentat de la Madeleine                                                          | 27 ans    |
|              | Pelgrom Élise        | F     | Passementière             | 22 février 1893   | - anarchiste illégaliste belge - liée aux Intransigeants | 28 ans    |
| Arch. pol.   | Pelgrom Élise        | F     | Passementière             | 22 février 1893   | - anarchiste illégaliste belge - liée aux Intransigeants | 28 ans    |
| Arch. pol.   | Pelgrom Élise        | F     | Passementière             | 22 février 1893   | - anarchiste illégaliste belge - liée aux Intransigeants | 28 ans    |
|              | Perrare Antoine      | M     | Mécanicien                | 10 juillet 1894   | - Dirigeant communard qui rejoint l'Internationale anti-autoritaire dès sa fondation - Un des premiers anarcho-communistes, lié à Kropotkine et Grave                            | 53 ans    |
| Arch. pol.   | Pini Vittorio        | M     | Ouvrier                   | 20 juin 1889      | - anarchiste individualiste italien - Un des fondateurs de l'illégalisme | 29 ans    |
| Arch. pol.   | Pini Vittorio        | M     | Ouvrier                   | Idem ?            | - anarchiste individualiste italien - Un des fondateurs de l'illégalisme | 29 ans    |
| Arch. pol.   | Pini Vittorio        | M     | Ouvrier                   | Idem ?            | - anarchiste individualiste italien - Un des fondateurs de l'illégalisme | 29 ans    |
|              | Piogier Louise       | F     | Giletière                 | 8 mars 1894       | - Ancienne communarde - Chansonnière et autrice anarchiste | 45 ans    |
| Arch. pol.   | Piogier Louise       | F     | Giletière                 | 8 mars 1894       | - Ancienne communarde - Chansonnière et autrice anarchiste | 45 ans    |
|              | Pouget Émile         | M     | Publiciste                | 26 avril 1894     | - Proche de Louise Michel - Organisateur du Père Peinard - Précurseur de l'anarcho-syndicalisme                                                                                  | 31 ans    |
| Arch. pol.   | Pouget Émile         | M     | Publiciste                | 26 avril 1894     | - Proche de Louise Michel - Organisateur du Père Peinard - Précurseur de l'anarcho-syndicalisme                                                                                  | 31 ans    |
|              | Ravachol François    | M     | Teinturier                | 27 avril 1892     | - Un des anarchistes français les plus célèbres - Responsable des attentats du Boulevard Saint-Germain et de Clichy (Ère des attentats)                                          | 33 ans    |
|              | Reclus Paul          | M     | Ingénieur                 | 23 décembre 1893  | - anarchiste communiste notable - Fils du militant anarchiste Élie Reclus et neveu d'Élisée Reclus - Son épouse, Marguerite Wapler, finance l'attentat de la Chambre des députés | 35 ans    |
|              | Retté Adolphe        | M     | Poète                     | 21 janvier 1894   | - anarchiste puis devient catholique et abandonne l'anarchisme plus tard dans sa vie                                                                                             | 30 ans    |
|              | Ricois Victor        | M     | Publiciste                | 2 juillet 1894    | - publie dans de nombreux journaux anarchistes, entre autres | 48 ans    |
| Arch. pol.   | Ricois Victor        | M     | Publiciste                | 23 avril 1894     | - publie dans de nombreux journaux anarchistes, entre autres | 48 ans    |
|              | Schouppe Placide     | M     | Mécanicien                | 1889              | - anarchiste illégaliste notable - proche de Vittorio Pini et s'évade plusieurs fois du bagne                                                                                    | 31 ans    |
| Arch. pol.   | Schouppe Placide     | M     | Mécanicien                | 1889              | - anarchiste illégaliste notable - proche de Vittorio Pini et s'évade plusieurs fois du bagne                                                                                    | 31 ans    |
| Arch. pol.   | Schouppe Placide     | M     | Mécanicien                | 1889              | - anarchiste illégaliste notable - proche de Vittorio Pini et s'évade plusieurs fois du bagne                                                                                    | 31 ans    |
| Arch. pol.   | Schouppe Placide     | M     | Mécanicien                | 1889              | - anarchiste illégaliste notable - proche de Vittorio Pini et s'évade plusieurs fois du bagne                                                                                    | 31 ans    |
| Arch. pol.   | Schouppe Placide     | M     | Mécanicien                | 1889              | - anarchiste illégaliste notable - proche de Vittorio Pini et s'évade plusieurs fois du bagne                                                                                    | 31 ans    |
|              | Schrader Appoline    | F     | Artiste                   | 24 mars 1894      | - évolue dans les cercles artistiques parisiens - pourrait être informatrice de la police                                                                                        | 19 ans    |
|              | Segard Émilien       | M     | Peintre en bâtiment       | 2 janvier 1894    | - anarchiste de Saint-Denis - fils de Philogone Segard | 18 ans    |
|              | Segard Philogone     | M     | Ouvrier                   | 23 avril 1894     | - anarchiste de Saint-Denis - Militant radical | 35 ans    |
|              | Spannagel Émile      | M     | Serrurier                 | 7 juillet 1894    | - anarchiste illégaliste notable - Fondateur de la bande à Spannagel | 20 ans    |
| Arch. pol.   | Soubère Rosalie      | F     | Distributrice de journaux | 26 mars 1892      | - Complice de Ravachol pour l'attentat du Boulevard Saint-Germain | 24 ans    |
|              | Soubrier Annette     | F     | marchande de volaille     | 25 mars 1894      | - anarchiste illégaliste - Membre de la bande à Ortiz - Accusée du procès des Trente                                                                                             | 28 ans    |
|              | Tennevin Alexandre   | M     | Comptable                 | 19 mars 1894      | - anarchiste notable de cette période - Orateur et participant à de nombreuses initiatives                                                                                       | 48 ans    |
| Arch. pol.   | Tennevin Alexandre   | M     | Comptable                 | 19 mars 1894      | - anarchiste notable de cette période - Orateur et participant à de nombreuses initiatives                                                                                       | 48 ans    |
|              | Trucano Victorine    | F     | Chapelière                | 19 mars 1894      | - anarchiste illégaliste italienne - membre de la bande à Ortiz - Accusée du procès des Trente                                                                                   | 54 ans    |
|              | Zanini Maria         | F     | Couturière                | 18 mars 1894      | - anarchiste illégaliste - membre de la bande à Ortiz - Accusée du procès des Trente                                                                                             | 28 ans    |
|              | Zisly Henri          | M     | Cheminot                  | 26 février 1894   | - anarchiste individualiste - Promoteur des milieux naturiens | 21 ans    |
| Arch. pol.   | Zisly Henri          | M     | Cheminot                  | 26 février 1894   | - anarchiste individualiste - Promoteur des milieux naturiens | 21 ans    |